# Astronaut in the Ocean
«Astronaut in the Ocean» es una canción del rapero australiano Masked Wolf. Fue publicada originalmente en junio de 2019 antes de ser relanzado a través de Elektra Records el 6 de enero de 2021. Después de su relanzamiento, la canción logró el éxito en las listas en varios países, llegando al top 10 en Australia, Canadá, Finlandia y Alemania. , Noruega, Suiza, EE. UU. Y varios otros países europeos, y los 40 primeros en muchos otros países, incluidos Irlanda y el Reino Unido.

## Posicionamiento en las listas
| Posición(2021)                                                     | Peak position |
| ------------------------------------------------------------------ | ------------- |
| Australia (ARIA)                                                   | 4             |
| Austria (Ö3 Austria Top 40)                                        | 2             |
| Bélgica (Flandes) (Ultratop 50)                                    | 26            |
| Bélgica (Valonia) (Ultratop 50)                                    | 38            |
| Canadá (Canadian Hot 100)                                          | 5             |
| CEI (Tophit)                                                       | 3             |
| Costa Rica Anglo (Monitor Latino)                                  | 6             |
| República Checa (Rádio Top 100)                                    | 69            |
| República Checa (Singles Digitál Top 100)                          | 1             |
| Dinamarca (Tracklisten)                                            | 20            |
| El Salvador Anglo (Monitor Latino)                                 | 5             |
| Finlandia (OFC)                                                    | 3             |
| Francia (SNEP)                                                     | 29            |
| Alemania (Offizielle Deutsche Charts)                              | 4             |
| Global 200 (Billboard)                                             | 3             |
| Global 200 Excl. U.S (Billboard)                                   | 3             |
| Grecia (IFPI)                                                      | 1             |
| Guatemala Anglo (Monitor Latino)                                   | 4             |
| Honduras Anglo (Monitor Latino)                                    | 3             |
| Hungría (Single Top 40)                                            | 1             |
| Hungría (Stream Top 40)                                            | 1             |
| Irlanda (IRMA)                                                     | 14            |
| Italia (FIMI)                                                      | 33            |
| Lituania (AGATA)                                                   | 1             |
| Malasia (RIM)                                                      | 12            |
| México Anglo (Monitor Latino)                                      | 7             |
| MéxicoArchivo:Flag of Mexico.svg México Ingles Airplay (Billboard) | 3             |
| Países Bajos (Dutch Top 40)                                        | 14            |
| Países Bajos (Mega Single Top 100)                                 | 7             |
| Nueva Zelanda (Recorded Music NZ)                                  | 6             |
| Noruega (VG-lista)                                                 | 10            |
| Polonia (Polish Airplay Top 100)                                   | 27            |
| Portugal (AFP)                                                     | 3             |
| Puerto Rico Anglo (Monitor Latino)                                 | 16            |
| Rumania (Airplay 100)                                              | 1             |
| Rusia Airplay Tophit                                               | 2             |
| Singapur (RIAS)                                                    | 11            |
| Eslovaquia (Singles Digitál Top 100)                               | 1             |
| Suecia (Sverigetopplistan)                                         | 16            |
| Suiza (Schweizer Hitparade)                                        | 4             |
| Turquía (Radiomonitor)                                             | 1             |
| Reino Unido (UK Singles Chart)                                     | 14            |
| Reino Unido (UK R&B Chart)                                         | 5             |
| Estados Unidos Billboard Hot 100                                   | 6             |
| Estados Unidos Adult Top 40 (Billboard)                            | 27            |
| Estados Unidos Hot R&B/Hip-Hop Songs (Billboard)                   | 3             |
| Estados Unidos Mainstream Top 40 (Billboard)                       | 10            |
| Estados Unidos Rhythmic (Billboard)                                | 5             |
| Venezuela (Record Report)                                          | 50            |

## Certificaciones
| País          | Organismo certificador | Certificación | Ventas certificadas | Ref.   |
| ------------- | ---------------------- | ------------- | ------------------- | ------ |
| Australia     | ARIA                   | Platino       | 70 000              | [ 50 ] |
| Italia        | FIMI                   | Oro           | 35 000              | [ 51 ] |
| Nueva Zelanda | RMNZ                   | Platino       | 15 000              | [ 52 ] |